# Brahmananda Saraswati
Brahmananda Saraswati (* 1870 im Dorf Gana bei Ayodhya; † 1953) war ein hinduistischer Guru.

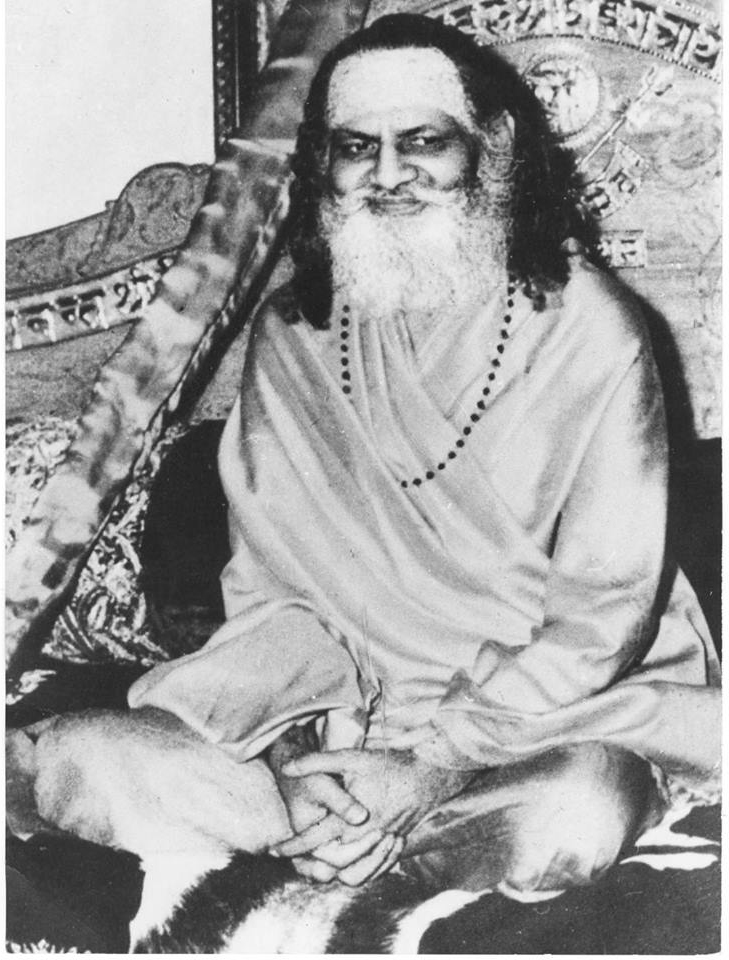
Guru Dev Brahmananda Saraswati

## Leben
Er wurde in eine Brahmanen-Familie in Nordindien (heute Uttar Pradesh) geboren. Bereits mit neun Jahren verließ er sein Zuhause, um sich ganz seinem spirituellen Weg in Zurückgezogenheit zu widmen. Ungefähr im Alter von 14 fand er in Uttarkashi im Himalaya seinen Meister, Dandi Swami Krishnanand Saraswati. Später zog er sich auf Anweisung seines Meisters in eine Höhle zurück und beschloss, diese nicht mehr zu verlassen, bevor er Erleuchtung erlangt hätte. 1902 wurde er auf der Kumbh Mela von seinem Meister in den Orden der Sannyasin aufgenommen.
1941 – nach Jahrzehnten stiller Einsamkeit – nahm Swami Brahmananda Saraswati die Einladung an, der erste Shankaracharya (spiritueller Führer) von Jyotir Math zu werden, nach einer Vakanz von 150 Jahren. Er bekleidete diesen Sitz bis zu seinem Tod im Jahre 1953. Adi Shankara (etwa 788–820), der große Erneuerer der Vedischen Tradition des Sanatana Dharma, hatte vier wichtige Schüler, Padma-Pada, Hasta-Malaka, Vartika-Kara und Trotaka, von denen jeder ein Kloster im Norden, Süden, Osten und Westen Indiens begründete. Jyotirmath ist das nördliche Kloster. Die Verehrung, die Brahmananda Saraswati nun zuteilwurde, zeigt sich nicht zuletzt in Titeln wie „Seine Göttlichkeit“ oder „Jagadguru Maharaj“ (wörtlich: Weltenlehrer, Großfürst), die ihm verliehen wurden.
Swami Brahmananda Saraswati war Guru von Maharishi Mahesh Yogi, der kurz vor dessen Amtsantritt sein hingebungsvoller Schüler und später sein persönlicher Assistent wurde. Im Umfeld der von Maharishi begründeten Transzendentalen Meditation wird Brahmananda Saraswati respektvoll „Guru Dev“ genannt.